# Сан-Феліпе-де-Аконкагуа (провінція)
Провінція Сан-Феліпе-де-Аконкагуа (ісп. Provincia de San Felipe de Aconcagua) — провінція у Чилі у складі регіону Вальпараїсо. Адміністративний центр — Сан-Феліпе.
Провінція складається з 6 комун.
Територія — 2659,2 км². Населення — 131 911 чоловік. Щільність населення — 49,61осіб/км².

## Географія
Провінція розташована на північному сході області Вальпараїсо.
Провінція межує:
- На півночі — провінція Чоапа
- На північному заході — провінція Петорка
- На північному сході — Мендоса (Аргентина)
- На південному сході — провінція Лос-Андес
- На півдні — провінція Чакабуко
- На заході — провінції Кільйота

## Адміністративний поділ
Провінція складається з 6 комун:
- Сан-Феліпе. Адміністративний центр — Сан-Феліпе.
- Лляйлляй. Адміністративний центр — Лляйлляй.
- Путаендо. Адміністративний центр — Путаендо.
- Санта-Марія. Адміністративний центр — Санта-Марія.
- Катему. Адміністративний центр — Катему.
- Панкеуе. Адміністративний центр — Панкеуе.

## Найбільші населені пункти
| №  | Населений пункт      | Категорія | Населення осіб (2002) | Чоловіче населення осіб | Жіноче населення осіб | Територія км² |
| -- | -------------------- | --------- | --------------------- | ----------------------- | --------------------- | ------------- |
| 1  | Сан-Феліпе           | місто     | 53017                 | 25378                   | 27639                 | 18,11         |
| 2  | Лляйлляй             | місто     | 16215                 | 7955                    | 8260                  | 6,56          |
| 3  | Путаендо             | місто     | 7214                  | 3531                    | 3683                  | 7,68          |
| 4  | Катему               | місто     | 6706                  | 3300                    | 3406                  | 3,45          |
| 5  | Санта-Марія          | місто     | 6443                  | 3153                    | 3290                  | 6,1           |
| 6  | Панкеуе              | селище    | 2904                  | 1436                    | 1468                  | 2,71          |
| 7  | Курімон              | селище    | 2514                  | 1288                    | 1226                  | 2,93          |
| 8  | Ель-Льяно            | селище    | 1342                  | 697                     | 645                   | 2             |
| 9  | Альгарробаль         | селище    | 1133                  | 591                     | 542                   | 1,6           |
| 10 | Сан-Рафаель          | селище    | 1096                  | 553                     | 543                   | 2,5           |
| 11 | Ло-Гальдамес         | село      | 961                   | 486                     | 475                   |               |
| 12 | Лос-Серрільйос       | село      | 860                   | 442                     | 418                   |               |
| 13 | Граналья             | село      | 855                   | 450                     | 405                   |               |
| 14 | Ла-Оріль-Кальє-Нуева | село      | 775                   | 388                     | 387                   |               |
| 15 | Санта-Філомена       | село      | 758                   | 393                     | 365                   |               |
| 16 | Вейнтіно-де-Майо     | село      | 753                   | 374                     | 379                   |               |
| 17 | Букалов              | село      | 737                   | 379                     | 358                   |               |
| 18 | Кальє-Ларга          | село      | 642                   | 297                     | 345                   |               |
| 19 | Сан-Роке             | село      | 629                   | 318                     | 311                   |               |
| 20 | Вінья-Еррасуріс      | село      | 629                   | 330                     | 299                   |               |